# デンバ・バ
デンバ・バ（Demba Ba、1985年5月25日 - ）は、フランス・セーヴル出身の元セネガル代表サッカー選手。ポジションはフォワード。

## 経歴

### クラブ

#### 初期の経歴
7人兄弟の6番目としてオー＝ド＝セーヌ県のセーヴルに生まれ、セーヌ＝マリティーム県のサン＝ヴァレリー＝アン＝コー(Saint-Valery-en-Caux)で育った。1992年にMontgaillardのユースクラブに入団し、1998年から2000年まではPort Autonome du Havreで、2000年から2001年まではFrileuseでプレーした。2001年、バの家族はシャティヨンに引っ越し、バは2004年までモンルージュでプレーした。この頃にプロサッカー選手になる決断を下し、オリンピック・リヨンやAJオセールのトライアルを受けたが、どちらも不合格であった。フランスを離れてイングランドのワトフォードFCとバーンズリーFCのトライアルを受け、ワトフォードFCから1年契約のオファーを受けた。2005年、ワトフォードFCのレイ・レウィントン監督が解任されてアイディ・ブースロイド(Aidy Boothroyd)監督が就任すると、バはブースロイド監督の構想から外れ、2005年3月にワトフォードFCを退団した。
2005年、Alain Michelが新監督に就任したフランスのFCルーアンと1年契約を結び、FCルーアンでは大きな成功を収めた。2006年には多くのクラブの争奪戦となり、ベルギーのREムスクロンに移籍。デビュー戦から3戦連続で得点したが、脛骨と腓骨を骨折し、同年8月から2007年4月まで長期離脱した。復帰してからは9試合で7得点を挙げ、2007年5月にセネガル代表に初選出された。

#### ホッフェンハイム
2007年8月29日、ツヴァイテリーガ（2部）に昇格したばかりのTSG1899ホッフェンハイムに移籍した。移籍金は300万ユーロ。2007-08シーズンはブンデスリーガ（1部）昇格に重要な役割を果たし、ブンデスリーガ初挑戦となった2008-09シーズンはクラブ・自身ともに成功したシーズンとなった。クラブは7位で前半戦を折り返し、最終的にも昇格初年度ながら7位でシーズンを終えた。ヴェダド・イビシェヴィッチの長期離脱後は攻撃陣を牽引し、イビシェヴィッチに次ぐチーム2位の14得点を挙げた。2009年2月24日のVfBシュトゥットガルト戦(3-3)ではハットトリックを達成した。同年7月にはVfBシュトゥットガルトに移籍する予定であったが、メディカルチェックに落ちたために移籍は取りやめとなった。同年12月、ホッフェンハイムとの契約を2013年まで延長した。
2010-11シーズン半ばには、イングランドのストーク・シティFCがバに移籍金590万ポンドの値を付けていると報じられた。2011年1月、ホッフェンハイムの練習合宿参加を拒否し、ウェストハム・ユナイテッドFCへの移籍希望を公言した。ホッフェンハイムはバに処罰を下す可能性を示唆したが、バは「現在の条件でもクラブを離れられることをホッフェンハイムによって保証されている」と主張した。2011年1月、ストーク・シティFCへの移籍話はバがメディカルチェックに落ちたことにより破談となり、ストーク・シティFCのトニー・ピューリス監督はバの獲得失敗を残念がった。ホッフェンハイムでは通算103試合に出場して40得点した。

#### ウェストハム・ユナイテッド

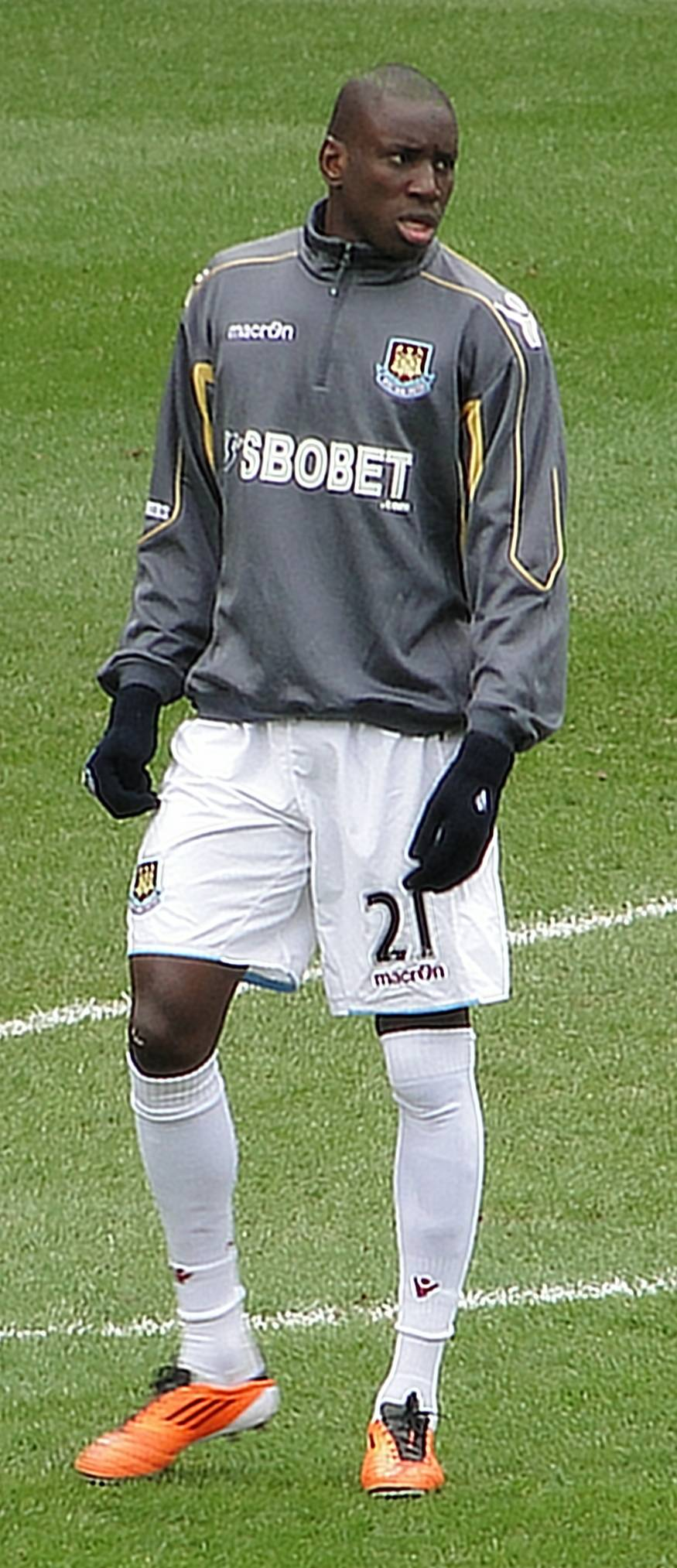
ウェストハム・Uでのバ

2010年1月28日、ウェストハム・ユナイテッドFCと2014年6月までの3年半契約を結んだ。移籍金は明らかにされていないが、出場試合数によって変動するとされている。2月6日のバーミンガム・シティFC戦(0-1)で、75分にロビー・キーンとの交代で途中出場してデビューした。2月12日のウェスト・ブロムウィッチ・アルビオンFC戦(3-3)で初めてフル出場し、移籍後初得点を挙げた。2011年5月15日のウィガン・アスレティックFC戦(2-3)では2得点を挙げ、ハーフタイムまでに2-0とリードしたが、後半に立て続けに失点してFLチャンピオンシップ（2部）降格が決定した。加入してから12試合に出場して7得点を挙げ、チーム内得点王となったが、クラブが降格した場合は他クラブに自由に移籍できる条項が契約に加えられていたため、シーズン終了後にウェストハム・Uを離れた。

#### ニューカッスル・ユナイテッド
2011年6月17日、ニューカッスル・ユナイテッドFCと3年契約を結び、8月13日のアーセナルFC戦(0-0)でデビューした。開幕直後は低調なプレーぶりであり、ラマダーンの儀式がプレーに影響を及ぼしているのではないかと噂された 。9月24日のブラックバーン・ローヴァーズ戦(3-1)で移籍後初得点を含むハットトリックを達成した。ウルヴァーハンプトン・ワンダラーズFC戦(2-1) とトッテナム・ホットスパーFC戦(2-2)では 2戦連続得点を挙げ、ストーク・シティFC戦(3-1)では再びハットトリックを達成した。これらの活躍により、ニューカッスル・Uは開幕から11戦無敗を続け、一時は首位のマンチェスター・シティFCと勝ち点6差の3位に位置した。11月26日、オールド・トラッフォードで行われたマンチェスター・ユナイテッドFC戦(1-1)でPKによる得点を挙げた。ノリッジ・シティFC戦では2得点を挙げたが、高さと強さのある相手攻撃陣に苦しみ、試合には2-4で敗れた。ウェスト・ブロムウィッチ・アルビオンFC戦(2-3)ではリーグ戦での12得点目と13得点目を決めた。12月23日、ESPN.comが選出するプレミアリーグの週間ベストイレブンに初めて選出された。

#### チェルシー
2013年1月4日、チェルシーFCに3年半契約で移籍、デビュー戦となったFAカップのサウサンプトンFC戦では2得点を決めた。2013-14シーズンからは背番号をこれまでの29番から19番に変更。2014年4月8日、チャンピオンズリーグベスト8のパリ・サンジェルマン戦2ndレグで終了間際に値千金のゴールを決め2戦合計3-3(アウェーゴールによりチェルシーの勝利)とし、ベスト4進出に大きく貢献した。

#### ベジクタシュ
2014年7月、ベシクタシュJKへ移籍。2014-15シーズンのトルコ・スーパーリーグでは29試合に出場し、チーム最多の18得点を挙げた。

#### 上海申花
2015年6月27日、中国サッカー・スーパーリーグの上海申花へ移籍した。契約期間については明かされていないが、『Daily Mail』などの記事によれば移籍金は900万ポンドになったとのこと。他には1400万ユーロのオファーと高額なサラリーを掲示したと報道した。また当時の中国歴代最高額の移籍金で実現されたと言われている。
2016年7月17日の上海上港戦で、相手選手と接触した際に左足の脛骨および腓骨を骨折した。

#### ベシクタシュへ復帰
2017年1月31日、スュペル・リグのベシクタシュへローン移籍することが発表された。契約は2016-17シーズン終了後までである。

#### ギョズテペ
2018年1月31日、ギョズテペSKへ移籍した。リーグ戦13試合に出場し7得点を記録した。

#### 上海申花へ復帰
2018年6月14日、上海申花に移籍することが発表された。

#### イスタンブール・バシャクシェヒル
2019年1月22日、イスタンブール・バシャクシェヒルFKへ移籍した。

#### FCルガーノ
2021年6月19日、1年契約でFCルガーノに加入。しかし、8月18日にシカゴ・ファイアーFCオーナーのジョー・マンスートがルガーノを買収すると、同日に退団。ルガーノではわずか48分プレーしたのみとなった。
2021年9月13日、自身のSNSで引退を発表。

### 代表
2007年6月2日、アフリカネイションズカップ2008予選のタンザニア戦でセネガル代表デビューし、その試合で初得点も挙げた。

## 人物
- 2016年にエデン・アザールらと共同でサンディエゴ1904FC（英語版）を設立[44]。当初は北米サッカーリーグ (NASL) に2018年シーズンから参入することを目指し、ヨアン・キャバイェとムサ・ソウも共同創設者に名を連ねていたが[45]、NASLが2018年シーズンの中止を決めたためにこの構想は実現せず、現在はアメリカ合衆国3部相当のリーグであるナショナル・インディペンデント・サッカー・アソシエーション（英語版） (NISA) に参戦している[44]。

## タイトル

### クラブ
チェルシーFC
- UEFAヨーロッパリーグ：1回 (2012-13)

ベシクタシュJK
- スュペル・リグ：1回 (2016-17)

### 個人
- 中国サッカー・超級リーグ ベストイレブン：1回 (2016)